# Cap Wolstenholme
Cap Wolstenholme är en udde i Kanada.   Den ligger i provinsen Québec, i den östra delen av landet, 1 900 km norr om huvudstaden Ottawa.
Terrängen inåt land är lite kuperad. Havet är nära Cap Wolstenholme åt nordväst. Trakten runt Cap Wolstenholme är nära nog obefolkad, med mindre än två invånare per kvadratkilometer.. Det finns inga samhällen i närheten. 
Trakten runt Cap Wolstenholme består i huvudsak av gräsmarker.